# Josep-Lluís Serrano Pentinat
Josep-Lluís Serrano Pentinat (Tivissa, 19 marzo 1977) è un vescovo cattolico spagnolo, dal 31 maggio 2025 vescovo di Urgell e coprincipe di Andorra.

## Biografia
Josep-Lluís Serrano Pentinat è nato a Tivissa il 19 marzo 1977.

### Formazione e ministero sacerdotale
Dopo aver completato gli studi primari, e su suggerimento del suo parroco, nel 1991, è entrato nel seminario minore di Tortosa studiando presso il Collegio diocesano dell'Immacolata. Nel 1995 è passato al seminario maggiore dove ha proseguito gli studi ecclesiastici. Nel 2001 ha ottenuto il baccalaureato in teologia presso la Facoltà di Teologia della Catalogna.
Il 20 maggio 2001 è stato ordinato diacono per la diocesi di Tortosa da monsignor Javier Salinas Viñals, vescovo di Tortosa. Ha quindi prestato servizio nella parrocchia dell'Assunzione di Maria ad Amposta. Il 21 aprile 2002 è stato ordinato presbitero per la medesima circoscrizione nella cattedrale diocesana dallo stesso presule. In seguito è stato parroco delle parrocchie rurali dell'Assunzione di Maria a La Palma d'Ebre, della Natività di Maria a La Bisbal de Montsant e di San Michele a Margalef dal 2002 al 2005. Nel 2005 è stato inviato a Roma per studi. Ha preso residenza nel Pontificio Collegio Spagnolo di San Giuseppe. Nel 2007 ha conseguito la licenza in teologia dogmatica presso la Pontificia Università Gregoriana. Tornato in patria è stato parroco della parrocchia di Sant'Andrea e San Pietro a Vandellòs i l'Hospitalet de l'Infant e insegnante di religione nella scuola pubblica per la prima infanzia e l'istruzione primaria "Mestral" dal 2007 al 2009; moderatore dell'unità pastorale della Costa Nord dal 2008 al 2009 e professore presso il seminario maggiore di Tortosa e presso l'Istituto di Teologia a Distanza "Sant'Agostino" della stessa città dal 2008 al 2009.
Nel 2009 è stato ammesso alla Pontificia accademia ecclesiastica di Roma, l'istituto che forma i diplomatici della Santa Sede. Nel 2011 ha conseguito la licenza in diritto canonico presso la Pontificia Università Lateranense. L'anno successivo ha ottenuto il dottorato in teologia dogmatica presso la Pontificia Università Gregoriana con una tesi intitolata "Palabra, Sacramento y Carisma. La Eclesiología de E. Corecco" avendo per relatore Salvador Pié-Ninot. Ottenuto il diploma in diplomazia ecclesiastica, nel 2012 è entrato nel servizio diplomatico della Santa Sede. Ha prestato servizio come segretario di nunziatura nelle rappresentanze pontificie in Mozambico dal 2012 al 2016, in Nicaragua dal 2016 al 2017  e in Brasile dal 2017 al 2019 e come consigliere di nunziatura nella sezione per gli affari generali della Segreteria di Stato della Santa Sede dal 2019. È stato anche segretario particolare di monsignor Edgar Robinson Peña Parra, sostituto per gli affari generali.
Il 4 ottobre 2015 papa Francesco gli ha concesso il titolo onorifico di cappellano di Sua Santità.

### Ministero episcopale
Il 12 luglio 2024 lo stesso pontefice lo ha nominato vescovo coadiutore di Urgell. Con 47 anni di età, al momento della nomina era il vescovo più giovane della Spagna. La sua nomina ha posto fine alle speculazioni della stampa locale secondo cui si sarebbe potuta creare una diocesi solo per Andorra o che si stesse progettando a un cambiamento nel ruolo del vescovo come coprincipe. Il 21 settembre seguente ha ricevuto l'ordinazione episcopale nella cattedrale di Santa Maria ad Urgell dall'arcivescovo Edgar Robinson Peña Parra, sostituto per gli affari generali della Segreteria di Stato della Santa Sede, co-consacranti l'arcivescovo-vescovo di Urgell Joan Enric Vives i Sicília e il vescovo di Tortosa Sergi Gordo Rodríguez. Durante la stessa celebrazione ha preso possesso del nuovo incarico.
Il 31 maggio 2025 è succeduto alla medesima sede. Ai sensi dell'articolo 43 della Costituzione è divenuto coprincipe di Andorra. Il giorno successivo ha celebrato la sua prima messa come ordinario diocesano nella cattedrale di Santa Maria ad Urgell.
In seno alla Conferenza episcopale spagnola è membro della commissione per le missioni e la cooperazione tra le Chiese dal novembre del 2024  e del consiglio per gli affari giuridici dall'aprile del 2025.
Oltre al catalano e allo spagnolo, parla anche italiano, francese, inglese e portoghese.

## Opere
- Josep-Lluís Serrano Pentinat, Palabra, sacramento y carisma. La eclesiología de E. Corecco, collana Tesi Gregoriana, Roma, Pontificia Università Gregoriana, 2012,  pp. 304, ISBN 978-8878392298. URL consultato il 9 giugno 2025.

## Genealogia episcopale
La genealogia episcopale è:
- Cardinale Scipione Rebiba
- Cardinale Giulio Antonio Santori
- Cardinale Girolamo Bernerio, O.P.
- Arcivescovo Galeazzo Sanvitale
- Cardinale Ludovico Ludovisi
- Cardinale Luigi Caetani
- Cardinale Ulderico Carpegna
- Cardinale Paluzzo Paluzzi Altieri degli Albertoni
- Papa Benedetto XIII
- Papa Benedetto XIV
- Papa Clemente XIII
- Cardinale Bernardino Giraud
- Cardinale Alessandro Mattei
- Cardinale Pietro Francesco Galleffi
- Cardinale Giacomo Filippo Fransoni
- Cardinale Antonio Saverio De Luca
- Arcivescovo Gregor Leonhard Andreas von Scherr, O.S.B.
- Arcivescovo Friedrich von Schreiber
- Arcivescovo Franz Joseph von Stein
- Arcivescovo Joseph von Schork
- Vescovo Ferdinand von Schlör
- Arcivescovo Johann Jakob von Hauck
- Vescovo Ludwig Sebastian
- Cardinale Joseph Wendel
- Arcivescovo Josef Schneider
- Vescovo Josef Stangl
- Papa Benedetto XVI
- Arcivescovo Edgar Robinson Peña Parra
- Vescovo Josep-Lluís Serrano Pentinat